# ميل مي-20
ميل مي-20 هي مروحية نقل صغيرة متعددة الأغراض بُنيت لتحل محل ميل مي-1 في منتصف عام 1960م. بُنيت المروحية لأغراض متعددة تتضمن النقل والحمولة الخفيفة والزراعة والتدريب وأيضاً مرافقة القوات المسلحة أو لأغراض حربية.